# 榛色
榛色（はしばみいろ）は、ヘーゼルナッツの色に由来する色の名。くすんだ赤みの黄色。または黄色がかった薄茶色。
シェークスピアが『ロミオとジュリエット』の中で hazel eyes という表現を用いたことを嚆矢として、英語圏ではある種の瞳の色を指して hazel と呼ぶことが行われてきた。
hazel とは元来、樹木の一種である榛（はしばみ）を指す単語であり、ヨーロッパでは古くから食料として親しまれてきたセイヨウハシバミの果実であるヘーゼルナッツ（hazelnut）の表皮の色を指して、色彩表現としたものである。
また hazel brown という呼び方も一般に行われ、その訳語として日本語では「榛色」の名が用いられるようになった。文学表現などでたびたび用いられてきた hazel eyes の表現については、「榛色の瞳」と訳すことが一般的に定着している。
JIS慣用色名には含まれていない。
- ヘーゼルナッツ
- 榛色の瞳。一般にグリーンとブラウンの中間の色あいを指す。

## 近似色
- 黄土色
- 朽葉色
- カーキ色